# Funko Fusion
Funko Fusion ist ein Computerspiel, das die Funko-Pop!-Figuren in den Mittelpunkt stellt. Das von 10:10 Games entwickelte Actionspiel erschien im September 2024 für Windows, PlayStation 5 und Xbox Series. Die Versionen für PlayStation 4 und Nintendo Switch folgten im November 2024.

## Spielprinzip
Funko Fusion ist ein Third-Person-Action-Adventure-Spiel für bis zu vier Spieler, in dem der Spieler die Kontrolle über verschiedene Funko Pop!-Figuren übernimmt. Nach dem Aufstieg des bösartigen Eddy Funko reist die Spielfigur durch die „WonderWorlds“–Level, die auf Settings und Szenarien aus verschiedenen Popkultur-Bereichen basieren. Der Spieler erfüllt Missionen, kämpft gegen Feinde und sammelt Vinyl, um neue Pop!s und Werkzeuge herzustellen, mit denen der Spieler im Spiel weiterkommt. Die Charaktere sind sowohl mit einer Nahkampfwaffe als auch einer Fernkampfwaffe für den Einsatz im Kampf und zum Zerstören von Objekten in der Umgebung ausgerüstet. Die Spielfigur kann in Funko Pop!-Ausstellungsboxen ausgetauscht werden, die überall auf der Karte eines Levels und in der Hub-Welt des Spiels verteilt sind. Das Spiel enthält verschiedene Charaktere aus unterschiedlichen Filmen und Fernsehserien von Universal Pictures.

## Rezeption
Funko Fusion bekam gemischte Kritiken. ntower gab dem Spiel 5/10 Punkten. IGN bewertete das Spiel mit 4 von 10 Punkten und gab an, dass die Kämpfe im Spiel langweilig seien und die Missionen sich wiederholten.
Das Spiel war ein kommerzieller Misserfolg, der zu Entlassungen bei 10:10 Games führte.